# 台北物語
《台北物語》（英語：Story in Taipei），是一部2017年上映的台灣電影。由擔任過金馬獎評審的劇作家黃英雄編導，陳怡安、李宓、張哲豪、邱志宇領銜主演，2017年5月19日於台北與高雄小型上映。電影本身製作品質不佳，反被觀眾認為「爛得有特色」，劇情台詞洗腦；後來還因此被視為是台灣本土Cult片的代表。
上映後產生網路爆紅現象，在台灣端午節假期時，造成播映戲院場場爆滿的熱潮，並引發媒體報導。 映期進入第二週後爆滿熱潮依然不退減，上映第三週時在台北市單以兩廳戲院播映，卻仍得到178萬票房的好成績。在長達一個月的上映後，台北市票房已累積至450萬。並於下檔半個月後重新再度上映。高話題的口碑延燒至海外，入選香港坎坷影展開幕片，風潮席捲香港。

## 劇情簡介
議員酒後駕車，撞了開計程車的男偷車賊。而車上女乘客在這場車禍認出了酒駕者是名政客，並且識破了身旁的助理為第三者，因此起了貪念，決定與偷車賊向議員索求500萬的『封口費』。但就在兩人前往取款的過程裡，卻驚爆了女乘客與議員妻子之間的醫療糾紛，同時也抖出了包商與政商勾搭的弊案，弊案裡卻也牽連到偷車賊與女助理過去的家庭。
為什麼包商會出現在車禍當中的後車廂裡?是謀殺?綁架?還是另有隱情?! 身為議員的柯錫恩與這弊案是否有關連? 如後宮傳般錯綜複雜的正宮與小三的對決，最後該如何收場? 權貴政商與庶民間恩恩怨怨又到底發生了什麼事?在這個怪異的日子，每個人都竭盡所能的探索別人的罪狀，卻總是可以為自己的罪狀找到無罪的理由。有罪無罪的界線出現一種矛盾和詭異，而這一切也都直接指向複雜的人性。

## 演員
| 演員姓名 | 角色名稱 | 介紹 |
| 蘇尹男   | 柯錫恩   | 臺灣議員，與孫英為夫妻關係，與郭心純出軌偷情時發生車禍，讓他被林孝慶與林秋紅威脅。                                                         |
| 陳怡安   | 孫英     | 醫師，與柯錫恩為夫妻關係，並與同院的醫生夥伴TONY有曖昧關係，多年前誤診了林秋紅，造成林秋紅決定環遊世界。                                   |
| 李宓     | 郭心純   | 公關公司職員，與柯錫恩偷情，並發現林孝慶多年前誤殺其父的原因。                                                                             |
| 邱志宇   | TONY     | 醫生，孫英同事，善用溫柔體貼的手腕打通人脈，知書達禮滿口哲理，與孫英有曖昧關係。                                                           |
| 張哲豪   | 林孝慶   | 小偷，在路邊偷了一輛計程車，並因此遇上林秋紅，與柯錫恩發生車禍後打算以此要脅，卻意外救了建商，但又發現建商是造成其家破人亡的真兇。         |
| 傅佩玲   | 林秋紅   | 一名寡婦，多年前被孫英誤診後決定環遊世界後自殺，病症卻又意外消失，在路上意外遇到林孝慶，並發現柯錫恩酒後開車與偷情打算以此要脅議員五百萬。 |
| 方升暘   | 郭再興   | 柯錫恩議員助理，郭心純的弟弟，與邱耀東有不可告人的政治交易關係，涉嫌綁架建商，並發現林孝慶誤殺其父後與其扭打。                             |
| 康祿祺   | 建商     | 在邱耀東協力下標得政府標案後，被七名議員要求索賄不從，被人打昏關在計程車裡                                                                 |

## 軼事
本片早於2014年拍攝完成。2017年上映初期反應冷淡，但有網友撰文指出片中許多劇情不合邏輯卻又賦予哲理 ( 如台詞過於文青及不解含意的另類主角「吊扇與陶瓷狗」)，以及技術層面低劣 ( 如畫面搖晃、切換方式 ) 等部分，該文章在臉書上引發大量分享，引發討論熱潮後，在2017年台灣端午節假期時，其播放戲院均取得爆滿的票房成績，吃掉同檔期《神力女超人》在喜滿客影城放映廳數，更創造觀影後起立鼓掌及討論度極高的盛況，影迷甚至主動為劇中演員邱志宇舉辦粉絲見面會，250人座位瞬間秒殺。並獲香港坎坷影展青睞，獲邀成為開幕片，人氣爆棚。
影迷於上映一週年自掏腰包舉辦《台北物語》回魂場，使得電影四度重回首輪電影院放映
影迷於上映兩週年當天(2019年5月19日)再度於台北新光影城、台中凱擘影城聯合舉辦包場，台北場由演員邱志宇(Tony)、張哲豪(小偷)、康祿祺(建商)出席映後QA，台中場由導演黃英雄同樣出席映後QA。
直至2025年為止，仍有影迷自發性連續八年包場朝聖《台北物語》的現象。

## 外部連結
- 互联网电影数据库（IMDb）上《台北物語》的资料（英文）
- YouTube上的【台北物語】中文電影預告.（繁體中文）